# Our Last Night
Our Last Night ist eine 2003 gegründete Post-Hardcore-Band aus Hollis, New Hampshire, Vereinigte Staaten.

## Geschichte
Die Gruppe wurde Mitte 2003 gegründet. Nach diversen Wechseln innerhalb der Band fand sich erst 2006 eine konstante Formation zusammen. Diese bestand aus Trevor Wentworth (Gesang), Matt Wentworth (Gesang, E-Gitarre), Collin Perry (E-Gitarre), Alex Woodrow (E-Bass) und Tim Molloy (Schlagzeug). Die EPs We’ve Been Holding Back und Building Cities from Scratch wurden 2004 bzw. 2005 in Eigenproduktion veröffentlicht. Dadurch wurde Brett Gurewitz, der Besitzer des Labels Epitaph Records, auf die Band aufmerksam, der Plattenvertrag folgte im August 2007. Am 4. März 2008 erschien das Debütalbum The Ghosts Among Us.
Zum Jahresende des Jahres 2008 bezog die Gruppe das Studio in Los Angeles, um mit Andrew Wade das Zweitlingswerk zu erarbeiten. Wade arbeitete mit A Day to Remember und VersaEmerge zusammen. Das Album We Will All Evolve erschien am 4. Mai 2010. Noch im Mai tourte die Gruppe mit We Came as Romans, From First to Last und Asking Alexandria.
Im Februar 2011 spielte die Gruppe ihre erste Konzertreise in Japan. Im März 2011 folgte eine US-Headliner-Tour, bei der die Band von Attila, Vanna, Across the Sun und Arsonists Get All the Girls begleitet wurden. Diese Tour trug den Namen Young & Restless Tour. Im Februar 2012 spielte die Gruppe die Leave It 2 the Suits Tour mit I See Stars, Stick to Your Guns, Memphis May Fire und Make Me Famous.
August 2012 erschien mit Age of Ignorance das dritte Studioalbum der Gruppe. Es stieg auf Platz 179 in den US-Charts ein. Eine Woche vor der Konzertreise mit I Set My Friends on Fire, die am 13. Juli 2012 startete, verließ Collin Perry die Gruppe. Im Mai 2013 war die Gruppe Vorband für Sleeping with Sirens auf deren Konzertreise, die durch das Vereinigte Königreich führte. Auch The Word Alive waren auf dieser Tour zu sehen.
Nach drei veröffentlichten Alben über Epitaph Records, beschlossen die Musiker wieder auf eigene Faust Musik zu machen. Die Gruppe startete eine Crowdfunding-Kampagne bei Indiegogo, die höchst erfolgreich war. Den kompletten Sommer veröffentlichte die Gruppe Videos von Coverstücken unter der Aktion A Summer of Covers. Gecovert wurden unter anderem Skyfall von Adele, Radioactive von Imagine Dragons und Wrecking Ball von Miley Cyrus. Im letzteren Video verkündete die Gruppe den Namen der EP und deren Veröffentlichungsdatum.
Die EP Oak Island (2013) stieg auf Platz 182 in die US-Charts ein. Im November desselben Jahres spielte die Band auf der Feel This Tour mit Breathe Carolina und Issues als Vorband für Sleeping with Sirens eine Konzertreise durch die USA. 2014 tourte die Gruppe durch Europa, um für ihre EP zu werben. Begleitet wurde die Gruppe von Secrets und Empires Fade.
Das vierte Studioalbum Younger Dreams erschien 2015. Im April startete die Gruppe eine Welttournee, begleitet von der Post-Hardcore-Band Palisades, in Nowosibirsk, Russland. Der Abschnitt in Europa endete nach 36 Konzerten mit erstmaligen Abstechern in Belarus, Spanien und Portugal am 27. Mai 2015 in Esch-sur-Alzette (Luxemburg). Vom 19. Juni bis zum 8. August 2015 folgte die Teilnahme der Band an der kompletten Warped Tour.
Anfang 2016 coverten Our Last Night weitere Lieder, darunter Stücke von Twenty One Pilots, Justin Bieber und Zara Larsson. Im Sommer 2016 folgte eine Tour durch Europa und Südamerika. Zudem veranstaltete die Band das Projekt Decades of Covers, bei der jeweils ein Stück aus einem Jahrzehnt ab den 1960er-Jahren gecovert wurde, darunter u. a. Werke von den Beatles, den Eagles und U2.
Im November und Dezember spielte die Gruppe die Face-to-Face-Tour in den Vereinigten Staaten. Die Musiker wurden dabei von Hands Like Houses, The Color Morale und Out Came the Wolves begleitet.
Am 9. Juni 2017 wurde die EP Selective Hearing veröffentlicht, welche sieben Lieder enthält. Die anschließende Tour führte die Band durch Nordamerika und Europa. Begleitet wurde die Band dabei von Blessthefall und New Volume.
Am 8. März 2019 erschien das fünfte Studioalbum der Gruppe, Let Light Overcome. Am 7. Februar 2019 erschien mit Demons die erste Single des Albums.

## Diskografie

### Alben
- 2008: The Ghosts Among Us (Epitaph Records)
- 2010: We Will All Evolve (Epitaph Records)
- 2012: Age of Ignorance (Epitaph Records)
- 2015: Younger Dreams
- 2019: Let Light Overcome
- 2019: Overcome the Darkness
- 2020: Let Light Overcome the Darkness

### EPs
- 2004: We’ve Been Holding Back
- 2005: Building Cities from Scratch
- 2013: A Summer of Covers
- 2013: Oak Island
- 2014: Oak Island Acoustic
- 2016: Decades of Covers
- 2017: Selective Hearing
- 2022: Empires Fall